# Cacique Doble
Cacique Doble är en kommun i Brasilien.   Den ligger i delstaten Rio Grande do Sul, i den södra delen av landet, 1 400 km söder om huvudstaden Brasília. Antalet invånare är 4 865.
Omgivningarna runt Cacique Doble är en mosaik av jordbruksmark och naturlig växtlighet. Runt Cacique Doble är det glesbefolkat, med 18 invånare per kvadratkilometer.